# John Emanuel Zetterstedt
John Emanuel Zetterstedt, född 1871 i Jönköping, död 1939 i Kalmar, var en svensk jurist. Han utnämndes 1908 till häradshövding i Norra Möre och Stranda domsaga. I Kalmar var han en tid vice ordförande i stadsfullmäktige och ordförande i styrelsen för riksbankens avdelningskontor. Han anlitades också som sakkunnig i finansdepartementet för revision av förordningen gällande stämpelskatten.